# Go (пісня Pearl Jam)
«Go» — пісня американського рок-гурту Pearl Jam, перший сингл з альбому Vs. (1993).

## Історія створення
Автором музики до пісні став барабанщик Дейв Абруццезе. Він грав на акустичній гітарі в студії, і це зацікавило гітариста Стоуна Ґоссарда та інших музикантів, які приєднались до джем-сейшну та створили з цього повноцінну композицію.
«Go» було записано в студії в перший тиждень роботи над другим альбомом Pearl Jam, разом із «Rats», «Blood» та «Leash». Абруццезе належать два основних гітарних риффа. Ґоссард додав до приспіву мелодійну частину, що нагадувала сирену та була записана за допомогою колонки Леслі. Гітарне соло виконав Майк Маккріді, витративши на це лише декілька дублів; зокрема, в кінці соло можна почути, як Маккріді кидає гітару на підлогу. Текст пісні написав вокаліст Едді Веддер.

## Вихід пісні
«Go» стала першою композицією з другого альбому Pearl Jam Vs., який вийшов 19 жовтня 1993 року. Пісня вийшла в США промосинглом, а за межами країни — комерційним синглом. В чарті Billboard Mainstream Rock «Go» дебютувала 16 жовтня, опинившись на третьому місці. Лише в 1995 році «Go» вийшла комерційним синглом в Сполучених Штатах. Бі-сайдами до «Go» стали пісні «Elderly Woman Behind the Counter in a Small Town» з Vs., а також неопублікована раніше «Alone». 1995 року пісню було номіновано на отримання премії «Греммі» в номінації «Найкраще хард-рокове виконання».
На музичному сайті AllMusic пісню назвали агресивним відкриттям альбому, за допомогою якого Pearl Jam намагались відхреститись від «слави „Jeremy“». Кріс Тру звернув увагу на посилення звучання колективу, зокрема, більш виразне буркотіння Едді Веддера та більш гучні низькі частоти. «Це спроба гурту створити власну книгу правил, піти власним шляхом. Можна сперечатися, чи це їм вдалось, але вони принаймні спробували» — резюмував оглядач.

## Довідкові дані

### Список композицій
Компакт-диск (Велика Британія, Австралія, Австрія, Канада, Європа) та касета (Австралія, Індонезія, Таїланд)
1. «Go» – 3:13
2. «Elderly Woman Behind the Counter in a Small Town» (акустична версія) – 3:18
3. «Alone» – 3:35

Компакт-диск (Австрія та Нідерланди)
1. «Go» – 3:13
2. «Elderly Woman Behind the Counter in a Small Town» (акустична версія) – 3:18

Компакт-диск (Велика Британія) та 12-дюймовий вініл (Велика Британія)
1. «Go» – 3:13
2. «Elderly Woman Behind the Counter in a Small Town» (акустична версія) – 3:18
3. «Alone» – 3:35

- Містить бонус-трек «Animal» (live), записаний під час церемонії вручення премії MTV Video Music Awards 2 вересня 1993 року.

### Місця в чартах
| Хіт-парад (1993—1994)               | Найвища позиція |
| ----------------------------------- | --------------- |
| Австралія (ARIA)                    | 22              |
| Бельгія (Ultratop Flanders)         | 35              |
| Europe (Eurochart Hot 100)          | 26              |
| Німеччина (Media Control AG)        | 96              |
| Нідерланди (Dutch Top 40)           | 23              |
| Нідерланди (Mega Single Top 100)    | 21              |
| Нова Зеландія (RIANZ)               | 2               |
| Норвегія (VG-lista)                 | 5               |
| UK Singles (OCC)                    | 190             |
| США (Alternative Songs) (Billboard) | 8               |
| США (Mainstream Rock) (Billboard)   | 3               |